# Stopping power
Stopping power, ou poder de parada, ou poder de freamento, representa o poder que um calibre de arma de fogo possui para pôr fora de combate um oponente atingido com um único disparo com determinado calibre, e preferencialmente sem necessidade de matá-lo.
Poder de freamento, é o nome dado para a taxa de perda de energia por unidade de comprimento percorrida por um íon num meio material.

## Surgimento
O “poder de parada” ainda é um conceito muito recente. Não se levava em conta o poder da parada quando a fabricação de um calibre quando se usava pólvora negra, até o final do século XIX, pois até aquele período o mais importante era a confiabilidade da arma de fogo.  Somente com o surgimento da pólvora sem fumaça, e consequente surgimento de armas mais potentes e compactas, aprimorou-se no estudo de características até então desconhecidas.
Em batalhas ocorridas em Filipinas, o Exército Norte Americano percebeu a deficiência do .38 Long Colt, visto que os nativos eram resistentes a vários disparos desse calibre antes serem postos fora de combate.
O surgimento da bala dundum se deu pela grande resistência dos indianos que mesmo depois de atingidos várias vezes, enfrentavam os ingleses bravamente. No início era só mais um calibre para armas longas, e o título teve origem no nome da cidade onde estava o arsenal inglês, Dum Dum, no Estado de Bengala Ocidental.
Os projéteis hollow points, ou pontas oca, surgiram nesses testes em Dum Dum. Não eram como os pontas oca que há hoje, mas de chumbo na totalidade ou jaquetados.
Em 1903 a comissão Thompsom analisou nos EUA como por fora de combate indivíduos como os de Filipinas. Graças a essa comissão, foi adotado o calibre .45 ACP para armas curtas militares.
Os resultados efetivos como se tem hoje nunca foram obtidos por métodos teóricos, mas de estudos empíricos. Hoje se usa a estatística dos “combates”, mas antigamente eram usados cadáveres humanos para observação dos efeitos como mobilidade e fratura óssea, em bovinos observava-se o poder de incapacitação. Como as projéteis “pontas ocas” ainda não eram usuais, os teste eram basicamente com projéteis ogivais.
O resultados não apresentaram um relatório conclusivo, até mesmo porque na época não se fazia uso de dados estatísticos, apenas referenciou o que parecia obvio para o período, calibres mais pesados eram superiores. Hoje sabemos que não é bem assim. No entanto se chegou a uma boa conclusão a outro respeito, o tempo de ação que o calibre efetuava sua dinâmica no oponente era decisivo.
No final da década de 1920, o General Julian S. Hatcher, baseados nos resultados da comissão Thompson, também realizou estudos. Afirmando que um projétil lento e pesado teria maior poder de incapacitar o oponente do que um leve e veloz.
O estudo digno de nota foi realizado pelo Coronel Chalberlin, em 1930. Foi realizado com cabras por ter estrutura mineral óssea parecida com a do ser humano. Nesse estudo não foi observado ainda o stopping power, pois as cabras eram anestesiadas, contudo importantes conclusões foram relatadas:
- Após a entrada do projétil, se esse não segue de modo retilíneo, mas rola nos tecidos, aumenta a cavidade;
- Fragmento de ossos estilhaçados poderia provocar lesões distantes da trajetória do projétil;
- O movimento dos fluidos internos do corpo provocava lesões em todas as direções.

O médico militar de nome Flacker, por intermédio de necropsias em pessoas atingidas por projéteis de armas de fogo, também analisou o assunto, concluindo que projéteis mais pesados teriam maior capacidade de penetração e lesão tecidual. Hoje é sabido que há uma cavidade temporária provocada pelo tombamento de alguns projéteis, e isso não foi analisado na época.
Um policial Norte Americano de nome Fairburn também realizou estudos que concluíram o melhor poder de parada para o .357 Magnum e que o .38 SPL somente parava o oponente em 25% dos confrontos.

## Primeiro grande estudo significativo

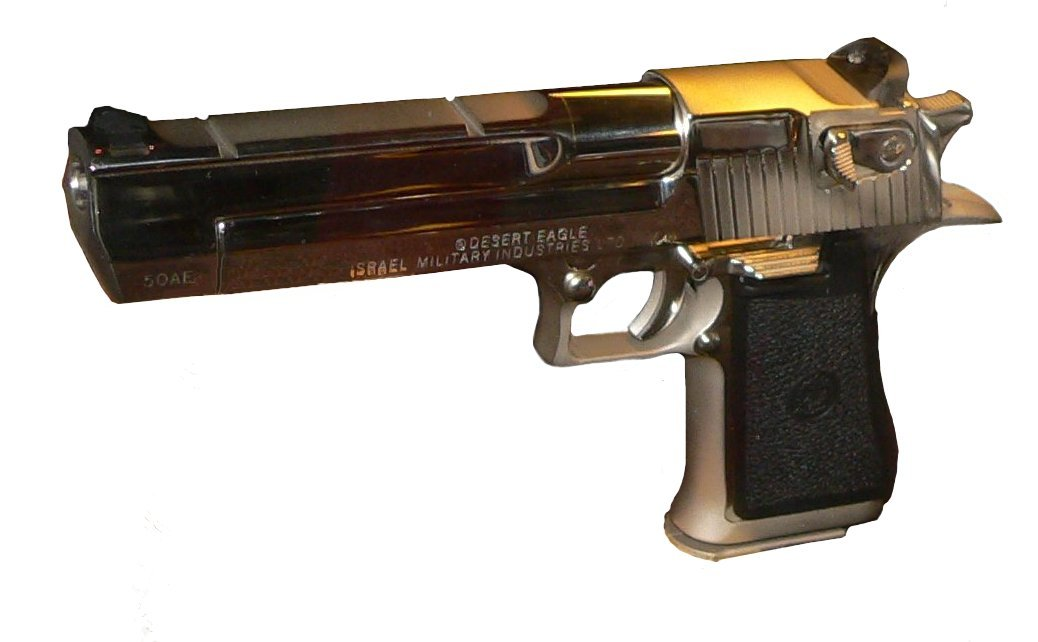
Desert Eagle com calibre .50 Action Express, considerada pela policia civil de São Paulo, alto poder de parada. Foto meramente ilustrativa, visto que não há dados estatísticos sobre a referida arma. Algumas declarações centradas em poder de parada nem sempre representam o objeto de estudo a que refere o presente artigo.

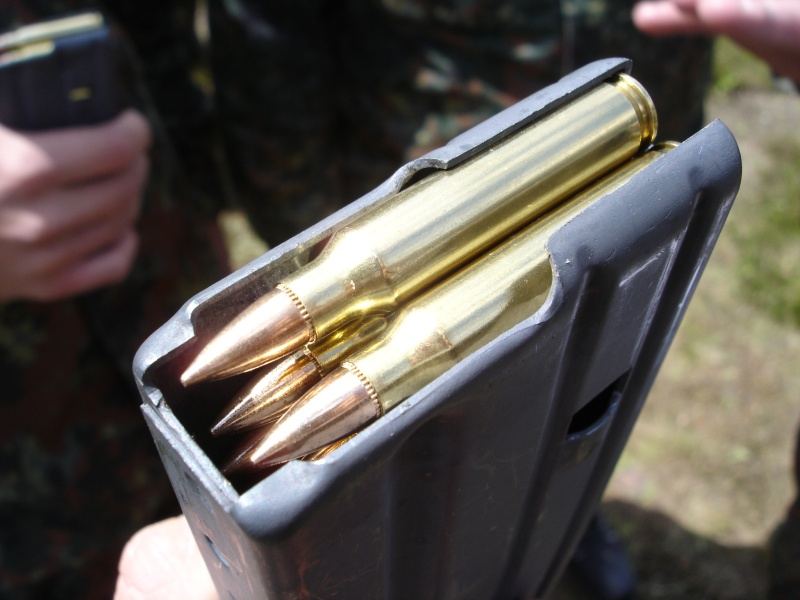
.223 Remington é desaconselhado como Poder da Parada pelo Centro de Instrução de Guerra na Selva (CIGS) nos combates de selva, por assumir trajetórias instáveis ao colidir com pequenos galhos.

O primeiro grande estudo significativo para analisar o poder de parada foi de fato realizado em Estrasburgo - França, em 1991. Participou uma equipe multidisciplinar: médicos, fisiologistas, neurologistas, veterinários, patologistas e especialistas em balística. Muitos calibres foram analisados. Foram usadas cabras vivas com dimensões de tórax de porte mais próximo do humano. Foi analisado o tempo que levava para o animal era incapacitado (não morto), por monitoramento de eletroencefalograma.
Com a necropsia, os animais atingidos por estilhaços ósseos ou projéteis atingido o coração ou grandes vasos, ou mesmo animais doentes eram descartados da pesquisa. Tentou-se levar em consideração a trajetória do projétil no tecido.
O .357 Magnum JHP incapacitava em tempo médio de 7,3 segundos e o .40 S&W JHP em 7,8 segundos e o 40 S&W Black Talon em 8,6 segundos, o .45 ACP Hidra-Shock em 8,4 segundos e o 45 ACP FMJ em 13,8 segundos, o .38 SPL LHP +P em 10,7 seg. , já o .38 SPL ponta de chumbo ogival não incapacitou a cabra alvejada, .380 ACP 90 grains Hidra-Shock  em 10,9 seg .380 ACP 95 grains FMJ em 22,8 seg.

## Marshall e Sanow
Entretanto o conceito stopping power como é “definido” hoje firma-se nas pesquisas de Marshall e Sanow, que registraram em livro suas pesquisas de 15 anos até então.
Parâmetro de definição de poder de parada do estudo de Marshall e Sanow: “a vítima, quando atingida, entra em colapso antes de fazer algum disparo ou expressar uma outra reação de ataque ou fuga; a vítima/oponente, quando atingido, não poderia se deslocar mais do que três metros antes de entrar em colapso”.
Nos seus levantamentos o .357 Magnum continua com sua majestade com 96% da poder do parada, mas dependendo da munição chegou a obter poder da parada  de 73, o .40 S&W dependendo do projétil variou entre 89 a 94%, o .45 ACP com Hidra Shock ficou com 89% de stopping power já o .45 ACP FMJ apenas 64%, o .44 Magnum variou de 81 a 89% dependendo da munição, o 9 mm Luger de 62 a 89%, já o .38 SPL variou de 49 a 75% dependendo da munição, e o .380 ACP variou de 51 a 65% de poder de parada dependendo da munição.
É fácil analisar os dados supra e entender que com um revolver calibre 38 pode-se obter semelhante poder de parada que um 9 mm Luger ou até mesmo um poder de parada maior de um .45 ACP, dependendo da munição que se usar. Por isso é um engano pensar que o 9 mm Luger ou mesmo o 45 ACP seriam as melhores armas de defesa pessoal, como acredita e usa a Polícia Federal brasileira. Contudo o uso de um revolver calibre 38 com a munição inadequada pode apenas estar dando uma falsa sensação de segurança para um inábil atirador, tendo o oponente 50% de chance de reverter a situação se possuir habilidades de defesa pessoal. Já o uso do calibre .357 Magnum, com munição adequada, e o .40 S&W são referenciais de parada contra o oponente. Dificilmente o oponente atingido por um desses dois calibres terá oportunidade de reação.
Conclusões desse estudo obtidos através de análises estatísticas demonstraram também que:
- Os projéteis mais leves e mais velozes em pontas ocas, têm melhor desempenho de poder de parada. Ao contrário do que se cogitava teoricamente e em estudos primitivos, projéteis mais leves e velozes tem maior poder de parada que os mais pesados, mesmo que tenham também pontas ocas.
- Para uma melhor obtenção do poder de parada, foi estabelecido como padrão a penetração de 10 a 12 polegadas em corpo humano. Ou seja, o projétil não deve transfixar o alvo, e sim transmitir toda a sua energia cinética para o corpo humano.

## Controvérsias
O próprio Marshall admitiu que seus estudos não tiveram um método cientifico realmente consistente, baseando-se em fatos impossíveis de realizar testes, fazendo o estudo se tornar academicamente não confiáveis. Estudos mais recentes dizem que "Stopping Power" só ocorre em uma situação, no tiro de comprometimento. Além disso, em diversas ocasiões pessoas que agiram em legítima defesa foram condenadas por "excesso" de disparos justificados pelos estudos.

## Bibliográficas
- OLIVEIRA, João Alexandre Voss de; GOMES, Gérson Dias e FLORES, Érico Marcelo. Tiro de Combate Policial. 2ª Edição, 2000.